# Infusion (Pleasure Beach, Blackpool)
Pour l’article homonyme, voir Infusion.
Infusion sont des montagnes russes inversées du parc Pleasure Beach, Blackpool, situé à Blackpool, dans le Lancashire, au Royaume-Uni. Il s'agit du Vekoma SLC 689 relocalisé de New Pleasureland Southport qui portait alors le nom Traumatizer.

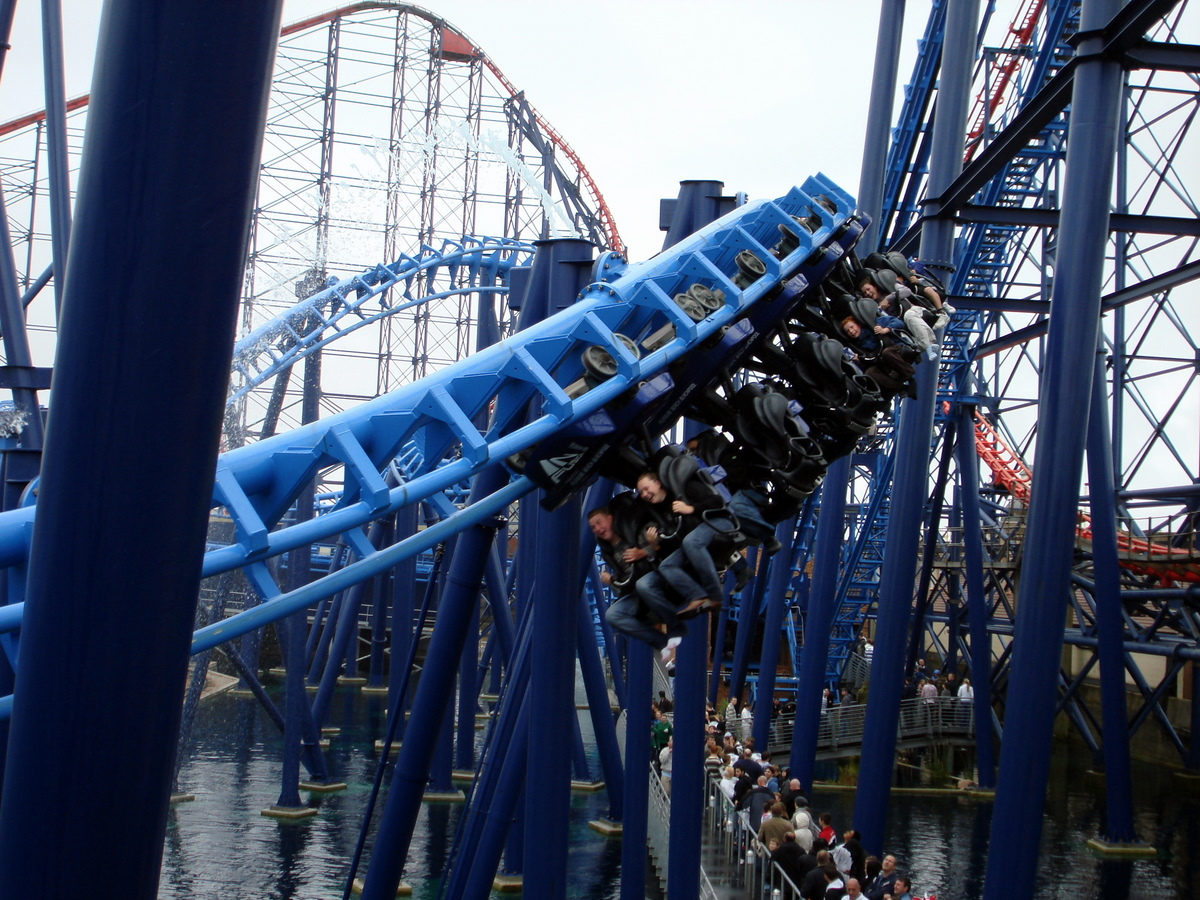
Infusion.

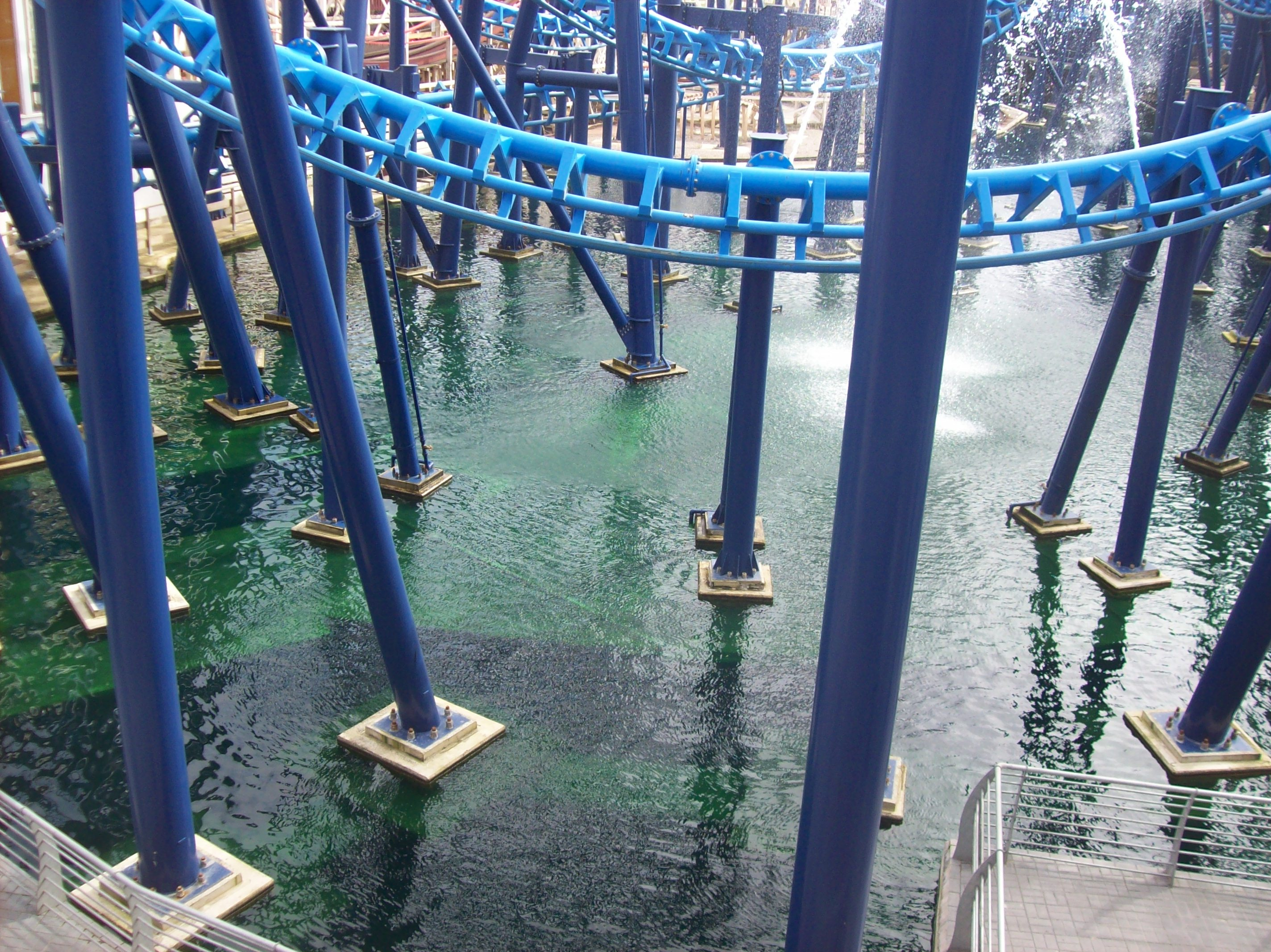
Les supports dInfusion.

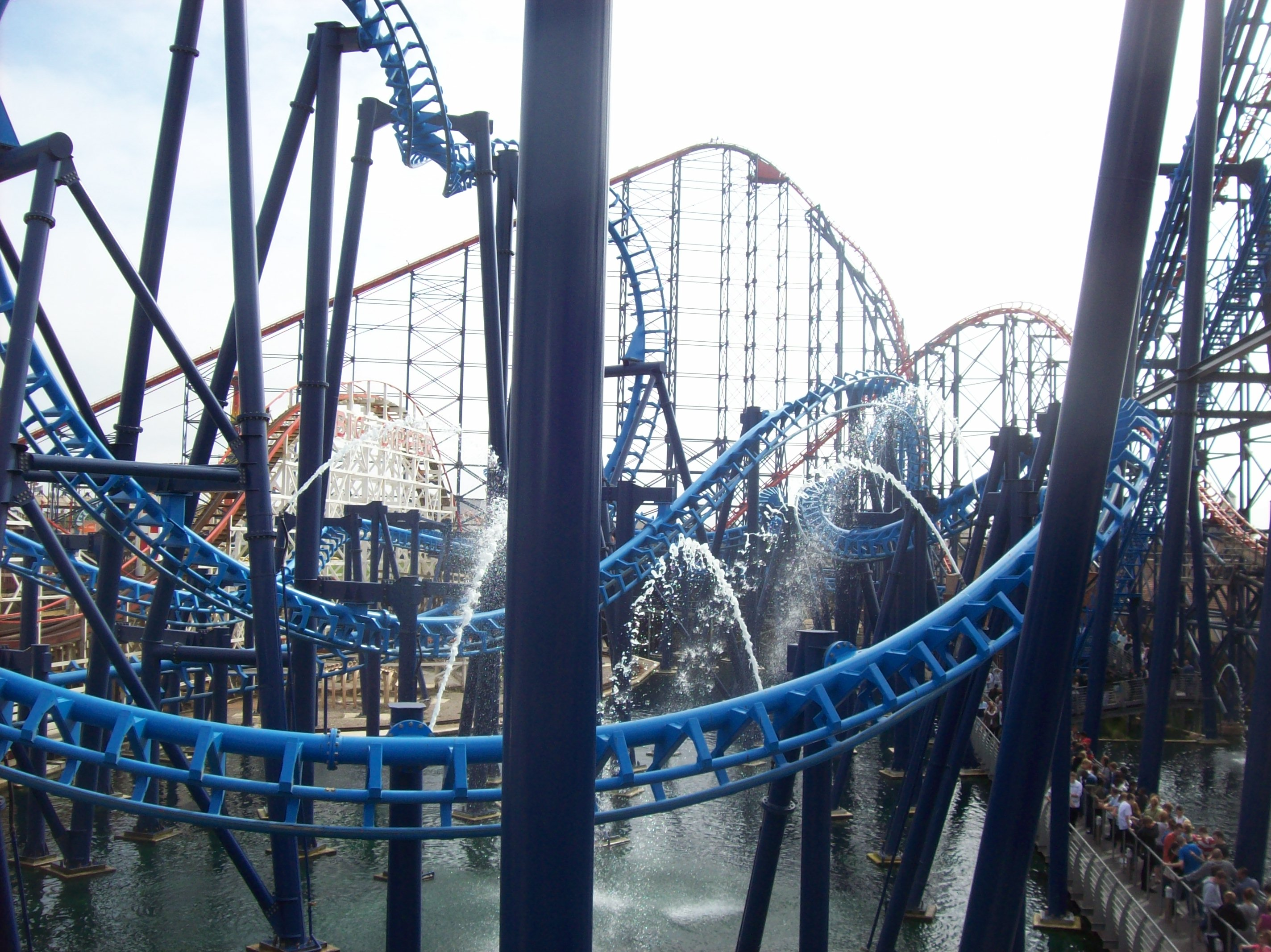
Infusion : vue d'ensemble.

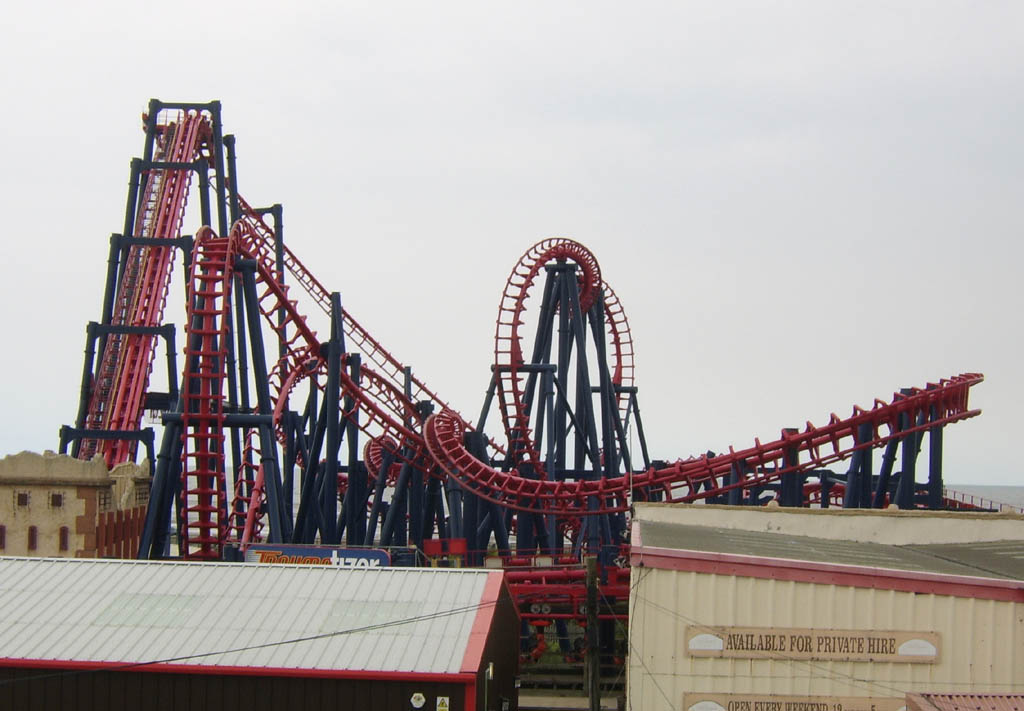
Infusion avant sa relocalisation : Traumatizer à Pleasureland Southport.

## Histoire
Infusion sont des montagnes russes maintenant localisées à Pleasure Beach, Blackpool. Le parcours a ouvert dans le parc en 2007, mais avait été exploité par la société Pleasure Beach depuis 1999, sous le nom Traumatizer dans le parc sœur Pleasureland Southport. L'attraction avait été parrainée par l'entreprise de boissons gazeuses AG Barr (fabricants de Tizer, d'où le nom), et exploité sans effets aquatiques. Lorsque Pleasureland fermé en 2006, l'attraction a été démonté et transféré à Blackpool. À Blackpool, il a été placé entre Big Dipper et Big One sur l'ancien site du log flume près du pont de Tom Sawyer et a été le premier « nouveau » parcours de montagnes russes ouvert dans le parc depuis le Big One. Le parcours compte maintenant de nombreux effets spéciaux, y compris des cascades, des murs d'eau et des jets d'eau, ainsi qu'un magasin de photo et le point où les passagers peuvent acheter sur le trajet des photographies et des tee-shirts. Le bleu a remplacé le rouge de la voie de Traumatizer.

## Le circuit
Le trajet lui-même est un modèle standard Vekoma : le Suspended Looping Coaster (SLC), cependant, le parc a ajouté de nombreux effets d'eau et étant donné le sentiment de rouler à papier glacé. Amanda Thompson, actuelle directrice générale du parc, a insisté pour que le voyage serait un bond de succès pour le parc de la chaîne qui, en 2006, avait vu la suppression de nombreuses attractions classiques, y compris le Log Flume, whip, Chase, Turtle, le Black Hole, ainsi que le récemment ajouté Spin Doctor. Le parcours a été dévoilé dans le cadre d'une campagne de marketing de masse pour le parc et ouvert au public le mercredi 2 mai 2007. Cette balade contient tous les éléments habituels des traditionnelles montagnes russes inversées construites par Vekoma : le Roll Over, un Sidewinder, et un Double In−Line Twist. Sans l'habituelle poignet bande de service, les passagers doivent payer sept tickets. La quantité d'eau utilisée sur le trajet suffirait à remplir deux piscines olympiques. 

## Ouverture
Depuis le lancement, le mercredi 2 mai, la route a reçu une énorme quantité de battage, même avoir son propre site Web (www.rideinfusion.com) et les rapports de la BBC Newsround, le Daily Star et le Daily Express. Le trajet a également fait une apparition à la télévision comique de GMTV. MD Amanda Thompson et son frère / MD adjoint Nick Thompson deux Infusion roulé le matin de son ouverture. Amanda Thompson croit que la course va attirer plus de l'actuel guest nombre de 6 millions de demandeurs d'émotion et a écrit l'amour sera l'euphorie.  Le trajet a été décrit sur GMTV comme étant l'une des plus belles montagnes russes dans le pays.  Le trajet a été officiellement lancé par la T4 Vernon Kay, qui a décrit le trajet de «couper le souffle." Le dimanche en ligne de perfusion revendiqué d'être «Le meilleur des montagnes russes opérant dans le Royaume-Uni" battre Nemesis à Alton Towers et même le parc lui-même Pepsi Max Big One.
Il y a un tapis rouge de style Handprint Vernon Kay, en agissant comme un monument de la course. De la même façon, il est un monument featuring Red Rum, le célèbre cheval de course, (qui était stable à Southport, l'ancienne maison de Traumatizer) dans le cadre de Steeplechase. 

## Statistiques
- Capacité : 832 personnes par heure.
- Éléments : Roll Over (deux inversions), un Sidewinder et deux Inline twists.
- Trains : 2 trains de 8 wagons. Les passagers sont placés par deux sur un seul rang pour un total de 16 passagers par train.